# Microstegium dispar
Microstegium dispar är en gräsart som först beskrevs av Christian Gottfried Daniel Nees von Esenbeck och Ernst Gottlieb von Steudel, och fick sitt nu gällande namn av Aimée Antoinette Camus. Microstegium dispar ingår i släktet Microstegium och familjen gräs. Inga underarter finns listade i Catalogue of Life.